# Spiloxene
Spiloxene là một chi thực vật có hoa trong họ Hypoxidaceae.

## Hình ảnh

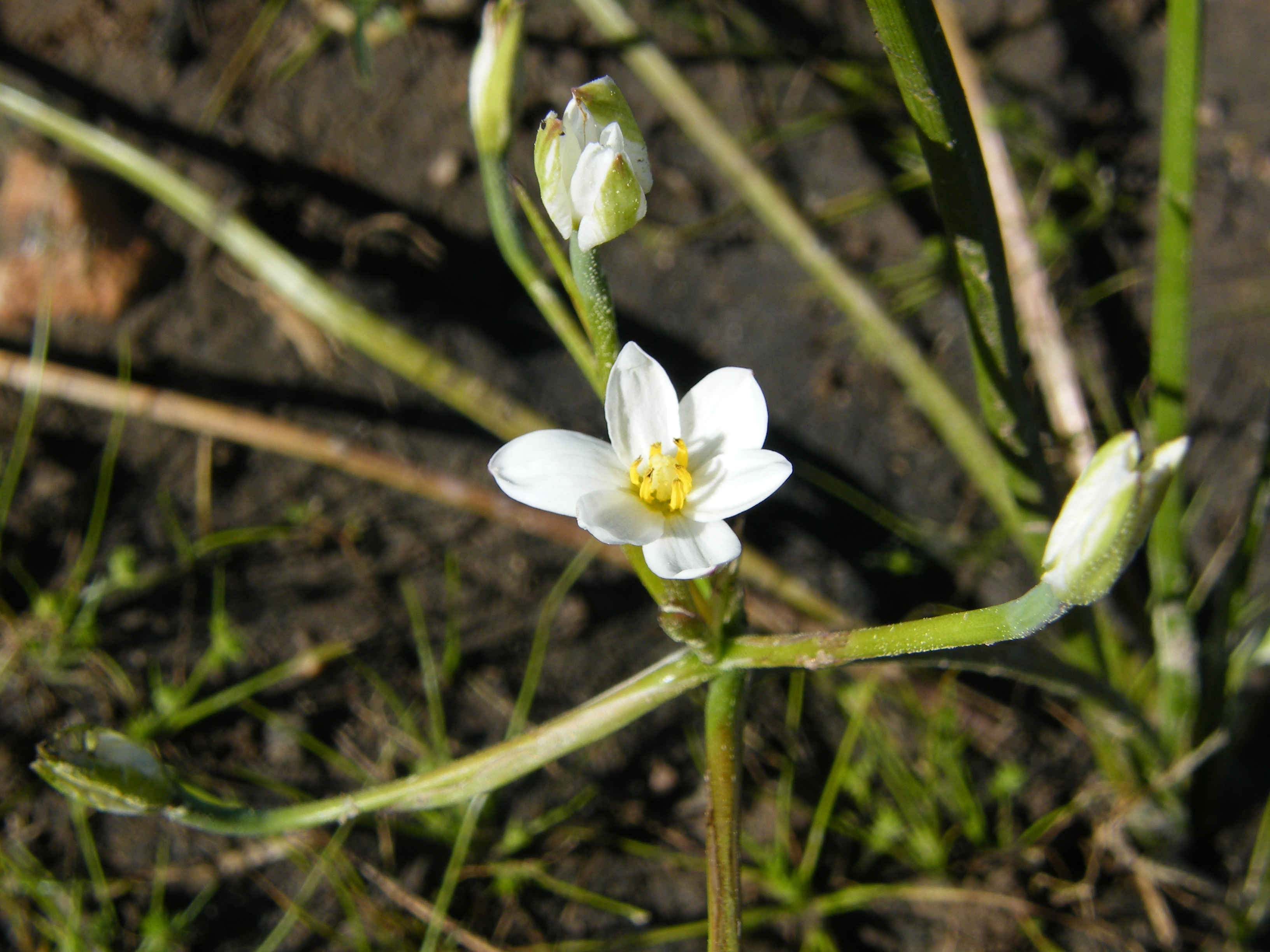
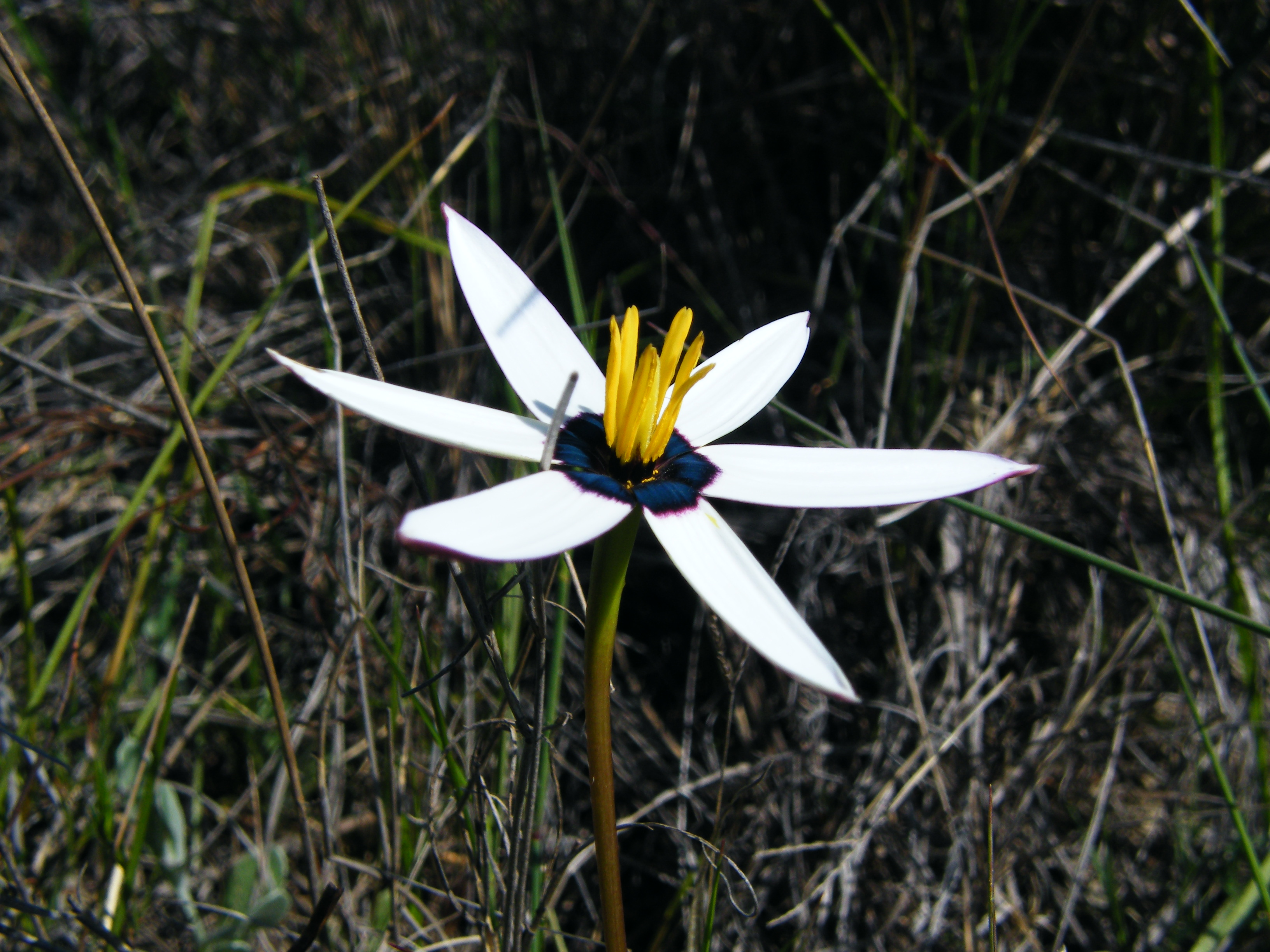
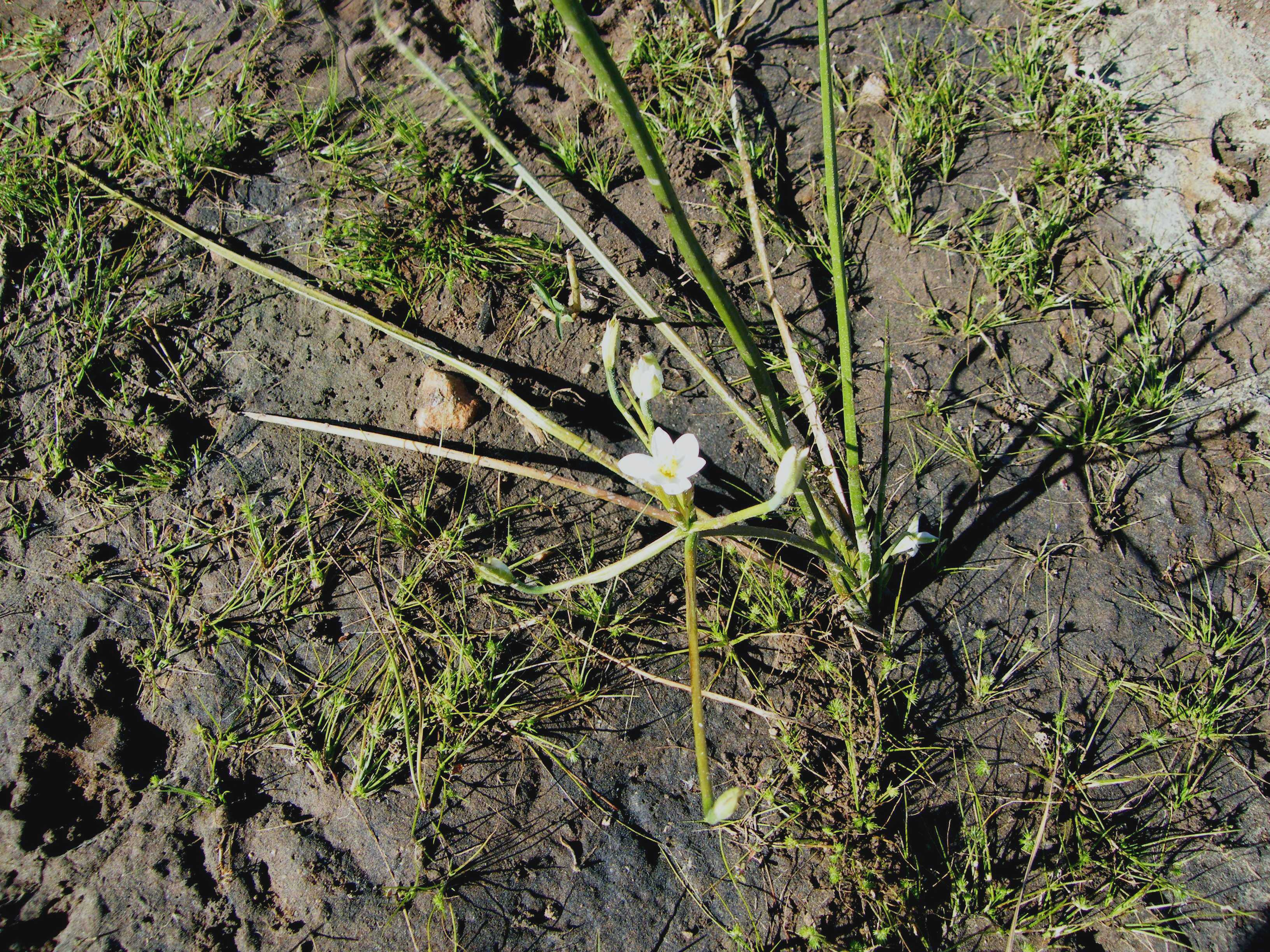